# 吉田良子
吉田 良子（よしだ りょうこ、1976年11月12日 - ）は、日本の映画監督、脚本家である。

## 経歴
1976年、神奈川県に生まれる。映画美学校第3期フィクション・コース高等科を修了。2004年、『ともしび』でデビューする。2011年、柳英里紗主演の『惑星のかけら』を手がける。2013年、岩佐真悠子を主演に迎えた『受難』が公開される。

## フィルモグラフィー

### 長編映画
- ともしび（2004年） - 監督・脚本
- 惑星のかけら（2011年） - 監督・脚本
- 受難（2013年） - 監督・脚本

### 短編映画
- 蘇州の猫（2002年） - 撮影
- 桃まつり presents 真夜中の宴 功夫哀歌/カンフーエレジー（2008年） - 監督・脚本・編集